# Strâmbu-Băiuț
Strâmbu-Băiuț – wieś w Rumunii, w okręgu Marmarosz, w gminie Băiuț. W 2011 roku liczyła 587 mieszkańców.